# Harmånger
Ej att förväxla med Hamrånge.
Harmånger är en tätort och kyrkort i Harmångers socken i Nordanstigs kommun, Hälsingland. Harmånger är beläget vid E4 mitt emellan Sundsvall och Hudiksvall. Norr om samhället flyter Harmångersån.

## Historia
Kyrktornet i Harmångers kyrka är ett gammalt försvarstorn från 1100-talet när Harmånger var en handelsplats. Östersjön (Bottenhavet) gick då hela vägen fram till byn och båtar tog sig in för att utbyta varor och i övrigt idka handel.

### Befolkningsutveckling
| Befolkningsutvecklingen i Harmånger 1960–2020 | Befolkningsutvecklingen i Harmånger 1960–2020 | Befolkningsutvecklingen i Harmånger 1960–2020 | Befolkningsutvecklingen i Harmånger 1960–2020 | Befolkningsutvecklingen i Harmånger 1960–2020 |
| --------------------------------------------- | --------------------------------------------- | --------------------------------------------- | --------------------------------------------- | --------------------------------------------- |
|                                               |                                               |                                               |                                               |                                               |
| År                                            |                                               |                                               | Folkmängd                                     | Areal (ha)                                    |
| 1960                                          | 1960                                          |                                               | 287                                           |                                               |
| 1965                                          | 1965                                          |                                               | 355                                           |                                               |
| 1970                                          | 1970                                          |                                               | 516                                           |                                               |
| 1975                                          | 1975                                          |                                               | 706                                           |                                               |
| 1980                                          | 1980                                          |                                               | 773                                           |                                               |
| 1990                                          | 1990                                          |                                               | 659                                           | 94                                            |
| 1995                                          | 1995                                          |                                               | 658                                           | 94                                            |
| 2000                                          | 2000                                          |                                               | 591                                           | 94                                            |
| 2005                                          | 2005                                          |                                               | 523                                           | 94                                            |
| 2010                                          | 2010                                          |                                               | 540                                           | 91                                            |
| 2015                                          | 2015                                          |                                               | 592                                           | 108                                           |
| 2020                                          | 2020                                          |                                               | 589                                           | 106                                           |
|                                               |                                               |                                               |                                               |                                               |

## Samhället
Harmånger är en jordbruksbygd med stora jordbruk. Här finns  matvaruaffär, blomsterhandel, pizzeria, restauranger, apotek, vårdcentral, fabriksbutik, café, sågverk med mera.  
I Harmånger har det tidigare funnits två bensinstationer men den sista avbemannades 2007 och lades ned 2012. Tidigare fanns två matvaruaffärer; den kvarvarande ICA-butiken öppnade istället en bankautomat när banken stängde i slutet av 2010. Det tidigare dygnet-runt öppna motellet håller nu stängt några timmar under natten.

## Bildgalleri

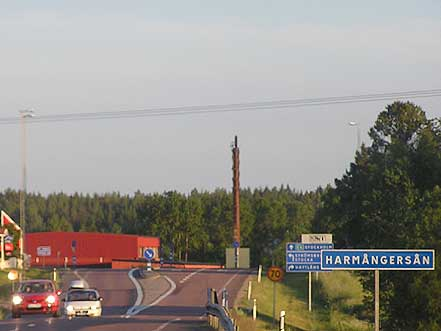
E4 mitt i Harmånger
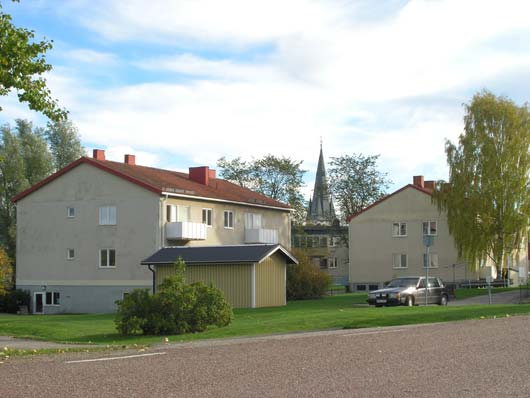
Hyreshusen i Harmånger
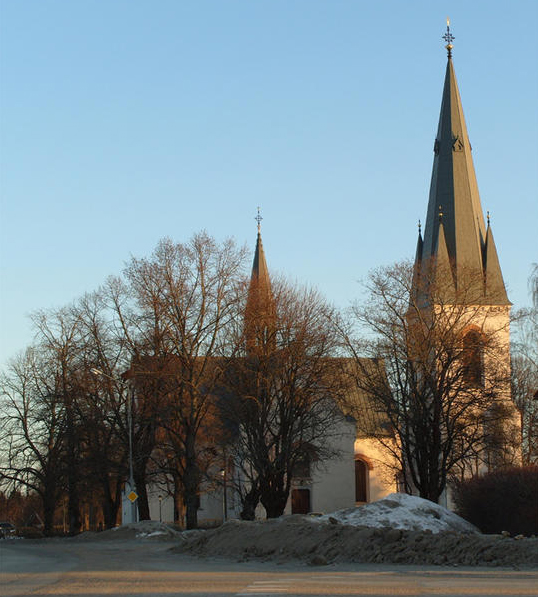
Harmångers kyrka
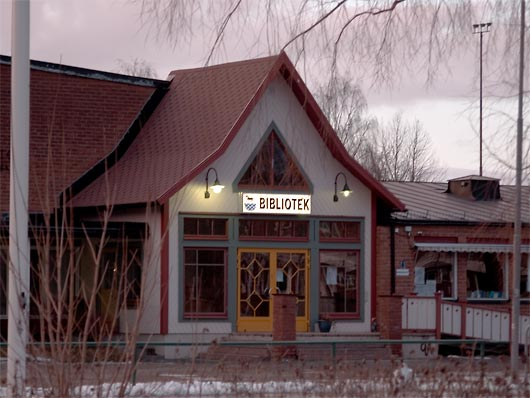
Grundskola med Bibliotek